# 永康市
永康市（えいこう-し）は中華人民共和国浙江省に位置する省直轄の県級市であり、しばらくの間、金華市の代理管轄下に置かれている。

## 地理
永康市は浙江省中部に位置する。

## 歴史
245年（赤烏8年）、呉により永康県が設置される。1992年に県級市に改編され現在に至る。

## 行政区画
- 街道：東城街道、西城街道、江南街道
- 鎮：石柱鎮、前倉鎮、舟山鎮、古山鎮、方岩鎮、竜山鎮、西渓鎮、象珠鎮、唐先鎮、花街鎮、芝英鎮

## 交通

### 鉄道

市内を通過する長深高速道路と新金温線

- 中国鉄路総公司
  - 金温線

（金華方面）- 永康南駅 -（温州方面）
- 浙江金温鉄道開発
  - 金温貨線

（金華方面）- 永康駅 - 石柱駅 -（温州方面）

### 道路
- 高速道路
  - 長深高速道路
  - 東永高速道路
  - 台金高速道路
- 国道
  - G330国道